# Ратчинский сельсовет (Липецкая область)
Ратчинский сельсове́т — сельское поселение в Добровском районе Липецкой области. 
Административный центр — село Ратчино.

## История
В соответствии с законом Липецкой области №114-оз «О наделении муниципальных образований в Липецкой области статусом городского округа, муниципального  района, городского и сельского поселения» от 2 июля 2004 года Ратчинский сельсовет наделён статусом сельского поселения.

## Население
| 2010 | 2012 | 2013 | 2014 | 2015 | 2016 | 2017 |
| ---- | ---- | ---- | ---- | ---- | ---- | ---- |
| 960  | ↘935 | ↘884 | ↘845 | ↘826 | →826 | ↗844 |
| 2018 | 2021 |      |      |      |      |      |
| ↘823 | ↗902 |      |      |      |      |      |

## Состав сельского поселения
| № | Населённый пункт | Тип населённого пункта       | Население |
| - | ---------------- | ---------------------------- | --------- |
| 1 | Ратчино          | село, административный центр | ↗902      |